# 鈴鹿500km
鈴鹿500km（すずかごひゃっきろ）は、1966年より毎年鈴鹿サーキットで開催されていた耐久レース。文字通り500kmを走行する耐久レースだったが、1994年を最後に開催されなくなった。

## 概要
鈴鹿1000kmと共に鈴鹿を代表する耐久レースの一つ。元々は、1966年に鈴鹿サーキットが立ち上げた「鈴鹿500km」、「鈴鹿1000km」、「鈴鹿12時間」（1967年より）の3戦から成る「鈴鹿耐久レースシリーズ」の1戦だった。オイルショックで1974年、1976年は開催されなかった。1978年は鈴鹿ダイヤモンド500kmとして500kmレースは2回開催された。
1983年より全日本耐久選手権（後のJSPC）の1戦として開催されるようになる。1989年は、世界スポーツプロトタイプカー選手権（WSPC）の1戦として開催され、レース距離も480kmになり、500kmレースは開催されなかった。
1990年は、全日本ツーリングカー選手権（JTC）の1戦として、鈴鹿スーパーツーリングカー500kmとして、500kmレースが復活する（1993年まで）。1992年は、スポーツカー世界選手権（SWC）が鈴鹿1000kmにかかったため、4年ぶりにJSPCのインターナショナル鈴鹿500kmが復活した（鈴鹿の500kmレースはこの年2回開催された）。1993年はJSPCは開催されず、500kmレースはJTCのみとなり、全日本ツーリングカー選手権がスプリントレースのJTCCに移行した1994年は単独レースとして開催され、それが現在のところ最後の鈴鹿500kmレースとなった。

## 歴代優勝車・ドライバー
- 1966年　トヨタ・スポーツ800（細谷四方洋）
- 1967年　トヨタ・2000GT（鮒子田寛）
- 1968年　ポルシェ・906（長谷見昌弘）
- 1969年　トヨタ・7（川合稔）
- 1970年　ポルシェ・910（風戸裕）
- 1971年　日産・フェアレディZ432（西野弘美）
- 1972年　ローラ・T290/三菱（永松邦臣）
- 1973年　ローラ・T290/フォード（木倉義文）
- 1975年　マツダ・サバンナRX-3（片山義美/従野孝司）
- 1977年　ローラ・T292/BMW（松本恵二/森泰章）
- 1978年(1月) シェヴロン・B36/BMW（鮒子田寛/藤田直広）
- 1978年(4月) シェヴロン・B36/BMW（鮒子田寛/藤田直広）
- 1979年　マーチ・75S/マツダ（片山義美/浅井順久）
- 1980年　シェヴロン・B36/マツダ（リチャード・トーマス・ゲック/鮒子田寛）
- 1981年　KR1・マツダ（片山義美/浅井順久）
- 1982年　KR1・マツダ（片山義美/浅井順久）
- 1983年　ポルシェ・956（藤田直広/ヴァーン・シュパン）
- 1984年　ポルシェ・956（シュパン/片山義美）
- 1985年　童夢・84C/トヨタ（エジェ・エルグ/ジェフ・リース）
- 1986年　ポルシェ・962C（高橋国光/高橋健二）
- 1987年（英語版）　ポルシェ・962C（岡田秀樹/マイク・サックウェル）
- 1988年　ポルシェ・962C（エルグ/マウリツィオ・サンドロ・サーラ）
- 1990年　日産・スカイラインGT-R（長谷見昌弘/アンデルス・オロフソン）
- 1991年　日産・スカイラインGT-R（長谷見昌弘/オロフソン）
- 1992年　日産・R92CP（長谷見昌弘/ジェフ・クロスノフ/影山正彦）
- 1992年　日産・スカイラインGT-R（清水和夫/トム・クリステンセン）
- 1993年　日産・スカイラインGT-R（長谷見昌弘/福山英朗）
- 1994年　フェラーリ・F40（デッラ・ノーチェ/オロフソン）